# Paul Marco
Paul Marco (født 10. juni 1927, død 14. maj 2006) var en amerikansk amatørskuespiller. 
Marco fik kult-status for rollen som "Kelton the Cop" i Edward D. Wood jr.'s film Bride of the Monster (1955), Night of the Ghouls (1959) og Plan 9 from Outer Space (1959). Spillede yderligere Kelton i Ted Newsom's The Naked Monster (2005) og Vasily Shumov's Kelton's Dark Corner (2008).
Var desuden grundlægger af sin egen fanklub.